# Shoalhaven
Shoalhaven é uma área de governo local na região costeira no sudeste do estado de Nova Gales do Sul, na Austrália. A área fica a aproximadamente 200 quilômetros ao sul de Sydney. A área está localizada ao lado do mar da Tasmânia. No censo de 2016, a população da cidade de Shoalhaven era de 99.650 habitantes.